# Appendicula seranica
Appendicula seranica är en orkidéart som beskrevs av Johannes Jacobus Smith. Appendicula seranica ingår i släktet Appendicula och familjen orkidéer. Inga underarter finns listade i Catalogue of Life.